# Гантуа, Луи
Луи́ Шарль Гантуа́ (фр. Louis Charles Gantois; 15 ноября 1929, Сен-Мор-де-Фоссе — 2011) — французский гребец-байдарочник, выступал за сборную Франции на всём протяжении 1950-х годов. Участник двух летних Олимпийских игр, бронзовый призёр Олимпийских игр в Хельсинки, серебряный и бронзовый призёр чемпионата мира, многократный победитель и призёр регат национального значения.

## Биография
Луи Гантуа родился 15 ноября 1929 года в коммуне Сен-Мор-де-Фоссе департамента Валь-де-Марн.
Первого серьёзного успеха на взрослом международном уровне добился в возрасте двадцати двух лет в сезоне 1952 года, когда попал в основной состав французской национальной сборной и благодаря череде удачных выступлений удостоился права защищать честь страны на летних Олимпийских играх в Хельсинки. Стартовал здесь в зачёте одиночных байдарок на дистанции 1000 метров, с третьего места квалифицировался на предварительном этапе и в решающем финальном заезде тоже финишировал третьим, завоевав тем самым бронзовую олимпийскую медаль — его опередили только швед Герт Фредрикссон и финн Торвальд Стрёмберг, получившие золото и серебро соответственно.
Став бронзовым олимпийским призёром, Гантуа остался в основном составе гребной команды Франции и продолжил принимать участие в крупнейших международных регатах. Так, в 1954 году он побывал на домашнем чемпионате мира по гребле в Маконе, откуда привёз награды серебряного и бронзового достоинства, выигранные на тысяче метрах в одиночках и в четвёрках совместно с Морисом Граффаном, Марселем Рено и Робером Энтериком.
Будучи одним из лидеров французской национальной сборной, Луи Гантуа благополучно прошёл отбор на Олимпийские игры 1956 года в Мельбурне — вновь выступал в одиночной километровой дисциплине, занял третье место на предварительном этапе, однако в финале остановился в шаге от призовых позиций, показав лишь пятый результат — отставание от победившего Герта Фредрикссона составило почти десять секунд. Вскоре по окончании этих соревнований он принял решение завершить карьеру профессионального спортсмена.
Умер в 2011 году.